# Elina Zverava
Elina Zverava, en biélorusse Эліна Аляксандраўна Зверава, russifié en Ellina Zvereva, née le 16 novembre 1960 à Dolgoproudny, est une athlète biélorusse, spécialiste du lancer du disque.
Elle a été championne olympique en 2000. Elle a également été sacrée deux fois championne du monde, en 1995 et en 2001, profitant cette fois-ci de la disqualification de Natalya Sadova.

## Palmarès

### Jeux olympiques d'été
- Jeux olympiques d'été de 1996 à Atlanta ( États-Unis)
  -  Médaille de bronze au lancer du disque
- Jeux olympiques d'été de 2000 à Sydney ( Australie)
  -  Médaille d'or au lancer du disque

### Championnats du monde d'athlétisme
- Championnats du monde d'athlétisme de 1995 à Göteborg ( Suède)
  -  Médaille d'or au lancer du disque
- Championnats du monde d'athlétisme de 1997 à Athènes ( Grèce)
  -  Médaille d'argent au lancer du disque
- Championnats du monde d'athlétisme de 2001 à Edmonton ( Canada)
  -  Médaille d'or au lancer du disque

### Championnats d'Europe d'athlétisme
- Championnats d'Europe d'athlétisme de 1994 à Helsinki ( Finlande)
  -  Médaille d'argent au lancer du disque
- Championnats d'Europe d'athlétisme de 1998 à Budapest ( Hongrie)
  - 4e au lancer du disque